# Статуя на Ленин в Сиатъл
Статуята на Ленин в Сиатъл е 5-метрова бронзова статуя на съветския комунистически революционер Владимир Ленин.
Изработена е от българския скулптор Емил Венков. Завършена и изложена в комунистическа Чехословакия през 1988 г. – година преди нежната революция от 1989 г. През 1993 г. статуята е купена от американец, който я открива в склад за отпадъци. Успява да я докара в Америка, но умира, преди да успее да изпълни плановете си за показване на монумента от съветската епоха.
От 1995 г. статуята чака купувач, като междувременно е изложена през последните 23 години на прочутия уличен ъгъл в квартал Фремонт в Сиатъл. Превръща се в забележителност на Фремон, като често е украсявана или вандализирана. Понякога предизвиква политически спорове, особено в светлината на тенденцията за премахване на конфедералните паметници в някои щати след 2015 г.